# 堡路站
堡路站（英語：Bow Road tube station）是倫敦地鐵區域線和漢默史密斯及城市線位於倫敦東部堡區的車站。車站距離堡教堂輕鐵站大約200米。本站位於倫敦第2收費區。
1902年，白教堂及堡鐵路（其後被納入區域線）開設此站。1936年，漢默史密斯及城市線和大都會線亦開始在本站運行。車站的售票大堂被列為第二級歷史建築物。
由上敏斯特和柏京往西面的列車需經過一條隧道，堡路站是進入隧道前的車站；整個地鐵網絡最斜的隧道坡度正位於東站東面的隧道內。
在1949年關閉的堡路站，原址在鄰近本站的堡路。
51°31′38″N 0°01′29″W / 51.52722°N 0.02472°W